# ГЕС Супа
ГЕС Супа – гідроелектростанції на півдні Індії у штаті Карнатака. Знаходячись перед ГЕС Nagjhari, становить верхній ступінь в каскаді на річці Калінаді (Калі), яка дренує західний схил Західних Гатів та впадає у Аравійське море біля Карвару.
В межах проекту річку перекрили бетонною гравітаційною греблею висотою 101 метр та довжиною 331 метр, яка потребувала 1020 тис м3 матеріалу. Разом з двома допоміжними дамбами довжиною 705 та 940 метрів вона утримує велику водойму з площею поверхні 129 км2 та об’ємом 4,2 млрд м3 (корисний об’єм 3,8 млрд м3), в якій можливе коливання рівня поверхні в операційному режимі між позначками 514 та 564 метри НРМ. Можливо відзначити, що тут здійснюється накопичення ресурсу для роботи всього розташованого нижче каскаду. 
Крім того, на правій притоці Калінаді річці Канері звели греблю Канері-Верхня. Це так само бетонна гравітаційна споруда висотою 27 метрів та довжиною 146 метрів, яка утримує водойму з об’ємом 16 млн м3. Звідси ресурс перекидається у сховище греблі Супа по дериваційній трасі довжиною 3,4 км, що включає центральну ділянку у вигляді тунелю довжиною 3,2 км. 
Пригреблевий машинний зал обладнали двома турбінами типу Френсіс потужністю по 50 МВт, які при напорі від 39 до 91 метра (номінальний напір 72 метри) повинні забезпечувати виробництво 768 млн кВт-год електроенергії на рік.